# Hansonia chavarriai
Hansonia chavarriai is een insect dat behoort tot de orde vliesvleugeligen (Hymenoptera) en de familie van de schildwespen (Braconidae). De wetenschappelijke naam van de soort werd voor het eerst geldig gepubliceerd door Dangerfield in 1996.
Het is de typesoort van het geslacht Hansonia. Ze komt voor in het tropische droge woud in het noordwesten van Costa Rica. Het is een parasitoïde wesp waarvan de larven zich ontwikkelen in de rupsen van de mot Hygrochroa (Apatelodes) firmiana (Stoll).